# Coppa Italia 1992/1993
Pohárový ročník Coppa Italia 1992/93 byl 46 ročník italského poháru. Soutěž začala 23. srpna 1992 a skončila 19. června 1993. Zúčastnilo se jí celkem 48 klubů.
Obhájce z minulého ročníku byl klub Parma AC.

## Vítěz
| Coppa Italia 1992/93 Turín Calcio (5. titul) |